# Тектонічний блок
Тектоні́чний бло́к (рос. блоки тектонические, англ. tectonic blocks; нім. tektonische Blöcke) — ділянка земної кори, обмежена розломами. В плані тектонічні блоки багатокутні ізометричні або довгасті. Розміри від сотень м² до мільйонів км². Невеликі тектонічні блоки виділяються в рудних і шахтних полях, при виборі ділянок під будівництво.
Великі тектонічні блоки — брили літосфери — розрізняються характером тектонічного режиму і специфічністю історії розвитку. Вони зазнають вертикальних (десятки км) та горизонтальних переміщень, які можуть досягати декількох сотень і тисяч кілометрів.